# Lochbächle
Das Lochbächle ist ein knapp 850 Meter langer Bach des Südschwarzwaldes im baden-württembergischen Landkreis Lörrach. Er entspringt auf dem Gebiet der Gemeinde Tunau beim Zinken Michelrütte und mündet in Schönau im Schwarzwald von links und Osten in die Wiese.

## Geographie

### Verlauf
Das Lochbächle entspringt auf etwa 700 m ü. NHN beim Tunauer Zinken Michelrütte und fließt von dort in westlicher Richtung zunächst durch einen lichten Auwaldstreifen aus Eschen, Erlen und Weiden. Danach setzt es seinen Lauf durch Waldgebiet fort, überschreitet alsbald die Grenze zum Gemeindegebiet der Stadt Schönau im Schwarzwald und fließt dort durch das Gewann Obere Mühlmatt. Die letzten rund 30 Meter verläuft der Bach in einer Dole, unterquert darin den Mühlmattweg und das westlich davon gelegene Feld, ehe er auf etwa 533 m ü. NHN von links und Osten in die Wiese mündet.
Der knapp 850 Meter lange Lauf des Lochbächles mündet knapp 170 Höhenmeter unterhalb seiner Quelle, er hat somit ein mittleres Sohlgefälle von etwa 20 %.

### Einzugsgebiet
Das naturräumlich zum Südschwarzwald gehörende Einzugsgebiet ist knapp 60 Hektar groß und liegt zu rund 80 % auf dem Gebiet der Gemeinde Tunau, die restlichen rund 20 % gehören zum Gemeindegebiet der Stadt Schönau im Schwarzwald. Der höchste Punkt des Einzugsgebiets liegt im Osten etwa 100 Meter westlich des Haldenfels′ auf etwa 895 m ü. NHN.
Die Einzugsgebiete der folgenden Nachbargewässer grenzen an:
- Im Norden liegt ein Gebiet, welches von der Wiese selbst entwässert wird;
- im Nordosten grenzt das Einzugsgebiet des Moosbachs, der oberhalb des Lochbächles in die Wiese mündet;
- im Osten und Süden entwässern der Schleifenbach, sein Nebenlauf Grabenbach und dessen Nebenlauf Wolfgrabenbächle unterhalb in die Wiese.

### Zuflüsse
Auf der amtlichen Gewässerkarte sind keine Zuflüsse verzeichnet.

### Flusssystem Wiese
- Fließgewässer im Flusssystem Wiese